# دبورا رفین
دبورا آیونا رَفین (انگلیسی: Deborah Iona Raffin; ۱۳ مارس ۱۹۵۳ – ۲۱ نوامبر ۲۰۱۲) یک هنرپیشه و کارگردان اهل ایالات متحده آمریکا بود.
از فیلم‌ها یا مجموعه‌های تلویزیونی که وی در آن‌ها نقش داشته‌است می‌توان به لمس عشق، شکوه صبح، بخش فوریت‌های پزشکی (۲۰۰۸) و قانون و نظم: واحد قربانیان ویژه (۲۰۰۶) اشاره نمود.